# Micrococcidae
Micrococcidae är en familj av insekter. Micrococcidae ingår i överfamiljen sköldlöss, ordningen halvvingar, klassen egentliga insekter, fylumet leddjur och riket djur. Enligt Catalogue of Life omfattar familjen Micrococcidae 8 arter. 
Kladogram enligt Catalogue of Life:
| Micrococcidae | \| \| Micrococcus \| \| \| \| \| \| Molluscococcus \| \| \| \| |
|               | \| \| Micrococcus \| \| \| \| \| \| Molluscococcus \| \| \| \| |
|               | Aclerdidae                                                     |
|               |                                                                |
|               | Beesoniidae                                                    |
|               |                                                                |
|               | Carayonemidae                                                  |
|               |                                                                |
|               | Cerococcidae                                                   |
|               |                                                                |
|               | skålsköldlöss                                                  |
|               |                                                                |
|               | Conchaspididae                                                 |
|               |                                                                |
|               | Dactylopiidae                                                  |
|               |                                                                |
|               | pansarsköldlöss                                                |
|               |                                                                |
|               | filtsköldlöss                                                  |
|               |                                                                |
|               | Halimococcidae                                                 |
|               |                                                                |
|               | eksköldlöss                                                    |
|               |                                                                |
|               | Kerriidae                                                      |
|               |                                                                |
|               | Lecanodiaspididae                                              |
|               |                                                                |
|               | pärlsköldlöss                                                  |
|               |                                                                |
|               | vaxsköldlöss                                                   |
|               |                                                                |
|               | Phenacoleachiidae                                              |
|               |                                                                |
|               | Phoenicococcidae                                               |
|               |                                                                |
|               | ullsköldlöss                                                   |
|               |                                                                |
|               | Stictococcidae                                                 |
|               |                                                                |
|               | Micrococcus                                                    |
|               |                                                                |
|               | Molluscococcus                                                 |
|               |                                                                |

|  | Micrococcus    |
|  |                |
|  | Molluscococcus |
|  |                |